# Álvaro da Costa Franco
 Álvaro da Costa Franco  Ilha Terceira, Açores, Portugal, Agosto de 1842 —?) foi um político português foi presidente da Junta Geral do Distrito de Angra do Heroísmo, provedor da Misericórdia também de Angra do Heroísmo e Juiz de Direito. Foi colaborador em vários jornais publicados na cidade de Angra.